# Tristan Szapary
Tristan Szapary, född 18 oktober 2001, är en amerikansk fäktare som tävlar i värja.
Szapary har studerat vid Princeton University och tävlat i fäktning för deras idrottsförening Princeton Tigers.

## Karriär
Vid junior-VM 2021 i Kairo tog Szapary silver i lagtävlingen i värja. Vid panamerikanska mästerskapen 2025 i Rio de Janeiro tog han guld individuellt i värja samt silver tillsammans med Justin Yoo, Samuel Imrek och Oleg Knysh i lagtävlingen.